# Strongyliceps
Strongyliceps is een geslacht van spinnen uit de familie hangmatspinnen (Linyphiidae).

## Soorten
De volgende soorten zijn bij het geslacht ingedeeld:
- Strongyliceps alluaudi Fage, 1936
- Strongyliceps anderseni Holm, 1962